# Kuvajt na Letních olympijských hrách 2000
Kuvajt na Letních olympijských hrách v roce 2000 reprezentovala výprava 29 soutěžících sportovců .

## Medailisté
| Medaile | Jméno            | Sport             | Soutěž      |
| ------- | ---------------- | ----------------- | ----------- |
| Bronz   | Fehaíd Al Díhání | Sportovní střelba | Double trap |